# Bum Bum Energy
Bum Bum Energy Is Good For You è un'emittente radiofonica con copertura pluriregionale. Fondata a Padova sulle frequenze di radio Abano network, ha chiuso i battenti con il nome Bum Bum Energy Is Good For You a Padova, il 21 dicembre 2011.
- L'emittente ritorna on air dopo 10 anni di assenza in versione digitale tramite sito e app partenza ufficiale il 1º gennaio 2023 www.bumbumenergyisgoodforyou.it app su Apple store e Google Play

## Storia

### Radio Abano Centrale e Radio Abano Network
Fondata da Michele Franzolin nel 1980 ad Abano Terme sulle ceneri di Radio Abano Terme e Radio Abano International, si trasferisce, dopo poco tempo, a Padova, dove nel 1987 assume la denominazione di Radio Abano Network. La radio, trasmetteva i brani più in voga del momento le hit Parade e le richieste degli ascoltatori.

### Bum Bum Network I ve got the feeling e Bum Bum Energy Is Good For You
Nel 1997, Radio Abano Network , viene rilevata da Maurizio Maressi (all'epoca proprietario di Easy Network e Radio Star).
Nell'ottobre del 1997 Radio Abano Network, cambia nome in Bum Bum Network I ve got the feeling. Nell'aprile del 1999 viene creata una seconda emittente del gruppo; Bum Bum Energy Is Good For You, che trasmetteva musica dance ed eventi dalle discoteche.
Dopo la chiusura di Bum Bum Network I ve got the feeling, il 20 dicembre 2011 segue anche quella di Bum Bum Energy Is Good For You, che cessa le trasmissioni in FM, continuando per qualche tempo nel 2012, a trasmettere in streaming.
A partire dal 1º gennaio 2023 Bum Bum Energy Is Good For You è tornata alla grande, per ora solo via web. I primi dati streaming sono stati sorprendentemente positivi, il che dimostra che il marchio Bum Bum Energy Is Good For You è ancora potenzialmente leader nel segmento delle radio dance.

## Trasmissioni

### Bum Bum Network i ve got the feeling e Bum Bum Energy Is Good For You
Le trasmissioni in diretta, si svolgevano dalle 7 alle 24. Ogni ora venivano trasmesse le notizie flash.

## Speaker e DJ

### Radio Abano Centrale e Radio Abano Network
- Roberto Arricale
- Diego Broggio
- Roberto Brumat
- Monica Celegato
- Marco Celloni
- Claudio Calvello
- Mario D'Avanzo
- Loretta Freguglia
- Luis Gigo
- Christian Hornbostel
- Angelo Leopizzi
- Fabrizio Mattiello
- Stefano Mion
- Paolo Mocavero Moka DJ
- Paolo Polato
- Carlo Flora

### Bum Bum Network I ve got the feeling e Bum Bum Energy Is Good For You
- Debby Funari
- Carlo Flora
- Gianluca Favaretto
- Valentina La Rocca
- Gloria Deganutti
- Fabio Mason
- Fabio De Magistris
- Daniele Belli
- Claudio Suppi
- Simone Baldo
- Fabio Selection
- Monica Laurenti
- Monica Celegato
- Max Duprè
- Loredana Forleo
- Sonia Ferenaz

## Frequenze

### Radio Abano Centrale e Radio Abano Network
Le frequenze erano per Radio Abano Centrale 104.500 e 97.200 MHz, per Radio Abano Network 104.450, 101.500, 89.400, 104.250, 104.350, 94.750, 94.300, 91.500 MHz.

### Bum Bum Network i ve got the feeling e Bum Bum Energy Is Good For You
Bum Bum Network e Bum Bum Energy avevano una copertura pluriregionale. Nel dettaglio trasmettevano in Veneto, Friuli-Venezia Giulia, Emilia-Romagna, Lombardia, Piemonte, Toscana e Lazio. Nell'ultimo periodo Bum Bum Network trasmetteva in Veneto sui 92.900 (frequenza poi ceduta al gruppo Elemedia per Radio Deejay), mentre Bum Bum Energy sui 90.400 e 101.900 in Veneto e Friuli Venezia Giulia (queste frequenze erano in affitto dal gruppo Canale Italia. Dopo la chiusura delle radio, le frequenze sono tornate in possesso del gruppo, che ha quindi fondato Radio Canale Italia).

## Sedi

### Radio Abano Centrale
- Abano Terme
- Padova, Via Tiziano Aspetti 45

### Radio Abano Network
- Padova, Via Andrea Costa, 2

### Bum Bum Network I ve got the feeling e Bum Bum Energy Is Good For You
- Padova, Via Pellizzo 14/E
- Padova, Via Venezuela 15
- Vigonza (PD) Via Regia, 88

## Rivista
Nel settembre del 2000, Bum Bum Network I ve got the feeling, ha lanciato un periodico di musica e attualità, la cui direzione era a Padova in Via Belzoni 65.